# Ophiogomphus spinicornis
Ophiogomphus spinicornis là loài chuồn chuồn trong họ Gomphidae. Loài này được Selys mô tả khoa học đầu tiên năm 1878.